# موتور انور قلندرزهی
موتور انور قلندرزهی یک منطقهٔ مسکونی در ایران است که در دهستان بزمان واقع شده‌است.